# Centro europeo per le lingue moderne
Il Centro Europeo per le Lingue Moderne (CELM) è stato fondato l'8 aprile 1994, in qualità di "Accordo parziale allargato" del Consiglio d'Europa . L'accordo parziale viene definito "allargato", perché consente anche agli Stati non membri del Consiglio d'Europa di aderire al CELM. Il CELM fa parte del Dipartimento dell'Istruzione, che a sua volta fa parte della Direzione generale per la democrazia. La risoluzione (94) 10 ha istituito il CELM per una fase pilota fino a dicembre 1997,  prevedendo che un gruppo di valutazione esterna ne esaminasse le prestazioni in questo periodo. Sulla base delle raccomandazioni positive di questa valutazione, il Comitato dei Ministri del Consiglio d’Europa ha adottato la Risoluzione (98) 11 nel luglio 1998, rendendola un’istituzione permanente. La presente risoluzione stabilisce gli scopi e gli obiettivi del CELM, ne definisce le strutture e descrive la composizione e i compiti di ciascun organo.
Il CELM è in linea con la  Convenzione culturale europea , adottata il 19 dicembre 1954 a Parigi (Francia). Tale Convenzione ha l'obiettivo di "sviluppare la comprensione reciproca tra i popoli europei e l'apprezzamento della loro diversità culturale, tutelare la cultura europea, promuovere i contributi nazionali al patrimonio culturale comune europeo, rispettando gli stessi valori fondamentali e incoraggiando, in particolare, lo studio delle lingue, della storia e della civiltà delle Parti della Convenzione".

## Assegnazione
La missione del CELM è quella di incoraggiare l'eccellenza e l'innovazione nell'educazione linguistica e di supportare i suoi Stati membri nell'attuazione di politiche efficaci per l'educazione linguistica. Per raggiungere questo obiettivo, il Centro collabora con i decisori nazionali e gli esperti linguistici per sviluppare soluzioni innovative e basate sulla ricerca, al fine di affrontare le sfide attuali del settore..

## Programma di attività e progetti CELM
Il programma del CELM è definito dagli  Stati membri e riflette le priorità nazionali, le tendenze emergenti e le nuove sfide nell'insegnamento delle lingue. Il programma, coordinato dal CELV, ha una durata quadriennale ed è  composto da:
- una sezione di "sviluppo", la quale mira a fornire risposte alle problematiche individuate;
- una sezione di "mediazione", la quale comprende attività di formazione e consulenza su misura per gli Stati membri, nonché iniziative rivolte a un pubblico più ampio come la Giornata europea delle lingue, conferenze, webinar.

Il lavoro e le risorse del CELM si basano su nove pilastri tematici:
- le competenze degli insegnanti e degli studenti di lingua[8],
- educazione plurilingue e interculturale[9],
- apprendimento delle lingue fin dalla giovane età[10],
- lingue di scolarizzazione[11],
- insegnamento di una materia integrata con una lingua straniera[12],
- programmi di studio e valutazione[13],
- formazione linguistica e integrazione professionale dei migranti[14],
- nuovi media nell'educazione linguistica[15],
- lingue dei segni[16].

### Giornata europea delle lingue
Su iniziativa del Consiglio d'Europa, la Giornata Europea delle Lingue si celebra ogni anno il 26 settembre dal 2001, in collaborazione con la Commissione Europea.
Il CELM coordina questa Giornata in stretta collaborazione con i referenti nazionali dei 46 Stati membri del Consiglio d'Europa .

## Reti CELV

### Stati membri
Gli organi ufficiali dei 36 stati membri dell'ECML sono:
- Il Comitato direttivo del CELM è l'organo esecutivo del Centro;
- Le autorità nazionali di nomina del CELM sono responsabili della nomina degli esperti nazionali per le attività del Centro;
- I Punti di Contatto Nazionali del CELM contribuiscono a diffondere i risultati del progetto e le informazioni sul lavoro del Centro attraverso le reti nazionali;
- L'Associazione austriaca ( Verein EFSZ in Österreich ), la quale gestisce l'infrastruttura del CELM di Graz ( Austria ) e le relazioni tra il Centro e le autorità austriache.

### Cooperazione con la Commissione Europea
La cooperazione tra il CELM e la Commissione Europea offre opportunità di formazione professionale per esperti linguistici presso il CELM e negli Stati membri dell' Unione Europea.

### Collaborazione con il Forum per la rete professionale
Il CELM collabora con un gran numero di associazioni e istituzioni non governative internazionali nel campo dell'educazione e della valutazione delle lingue attraverso il suo Professional Network Forum che consente lo scambio di competenze. I membri del Forum sono:
- Consiglio americano per l'insegnamento delle lingue straniere (ACTFL),
- Associazione Internazionale di Linguistica Applicata (AILA),
- Associazione dei Tester Linguistici in Europa (ALTE),
- Confederazione europea dei centri linguistici nell'istruzione superiore (CercleS),
- Associazione europea per la verifica e la valutazione delle lingue (EALTA),
- Valutazione e accreditamento dei servizi linguistici di qualità (EAQUALS),
- Piattaforma europea della società civile per il multilinguismo (ECSPM),
- Istruzione e diversità linguistica e culturale (EDiLiC),
- Consiglio europeo delle lingue (ELC),
- Federazione Europea delle Istituzioni Nazionali per le Lingue (EFNIL),
- Associazione genitori europei (EPA),
- Istituti nazionali di cultura dell'Unione Europea (EUNIC),
- Federazione Internazionale degli Insegnanti di Lingue Moderne (FIPLV),
- Associazione Internazionale del Multilinguismo (IAM),
- Conferenza Internazionale di Certificazione e. la prima (CPI),
- Istituto per le lingue ufficiali e il bilinguismo (OLBI) dell'Università di Ottawa.

#### L'Istituto delle lingue ufficiali e del bilinguismo (ILOB) dell'Università di Ottawa
Dalla firma del Protocollo di cooperazione e collegamento del 22 gennaio 2008, il CELM e l'Università di Ottawa (attraverso l'ILOB) hanno lavorato a stretto contatto per garantire la diffusione del lavoro del CELM in Canada e per coinvolgere esperti canadesi nelle sue attività e nei suoi progetti.
Si concentra in particolare sui progetti legati al Quadro Comune Europeo di Riferimento per le Lingue (QCER), del Consiglio d'Europa.

### Cooperazione con la Rete Linguistica di Graz
La rete linguistica di Graz (in tedesco: Sprachen Netzwerk Graz) è stata fondata nel 2007 su iniziativa dell'Associazione austriaca del Centro europeo per le lingue moderne (in tedesco: Verein Europäisches Fremdsprachenzentrum in Österreich). Riunisce le principali organizzazioni regionali e locali nel campo dell'istruzione e della cultura per promuovere il multilinguismo e la diversità linguistica attraverso iniziative congiunte, come l'annuale Festival delle lingue a Graz.

## Riferimenti
1. ↑  (FR) Une meilleure éducation pour de meilleures démocraties - Education, su Education..
2. ↑   Conseil de l'Europe, Résolution (94) 10 relative à un accord partiel élargi, portant création du Centre européen pour les langues vivantes (adoptée par le Comité des Ministres le 8 avril 1994 lors de la 511e réunion des Délégués des Ministres), su coe.int..
3. ↑  (FR) Comité des Ministres du Conseil de l'Europe, su Comité des Ministres..
4. ↑   Conseil de l'Europe, Résolution (98) 11 confirmant la continuation du Centre européen pour les langues vivantes (Adoptée par le Comité des Ministres le 2 juillet 1998, lors de la 638e réunion des Délégués des Ministres), su search.coe.int..
5. ↑   Détails du traité n°018 Convention culturelle européenne, su coe.int..
6. ↑   Les Etats membres du CELV, su ecml.at..
7. ↑   Le Centre européen pour les langues vivantes (CELV) – un Centre pour la promotion de l’éducation aux langues de qualité en Europe, su ecml.at..
8. ↑   Collection thématique du CELV liée aux compétences des enseignants et des apprenants, su ecml.at..
9. ↑   Collection thématique du CELV liée à l'éducation plurilingue et interculturelle, su ecml.at..
10. ↑   Collection thématique du CELV liée à l'apprentissage des langues dès le plus jeune âge, su ecml.at..
11. ↑   Collection thématique du CELV liée aux langues de scolarisation, su ecml.at..
12. ↑   Collection thématique du CELV liée à l'enseignement d’une matière intégré à une langue étrangère (EMILE), su ecml.at..
13. ↑   Collection thématique du CELV liée aux curricula et à l'évaluation, su ecml.at..
14. ↑   Collection thématique du CELV liée à l'éducation aux langues et l'insertion professionnelle des migrants, su ecml.at..
15. ↑   Collection thématique du CELV liée aux nouveaux médias dans l'éducation aux langues, su ecml.at..
16. ↑   Collection thématique du CELV dans le domaine des langues des signes, su ecml.at..
17. ↑   Relais nationaux de la Journée européenne des langues, su edl.ecml.at..
18. ↑   Le CELV et le Forum pour le réseau professionnel dans l'éducation aux langues, su ecml.at..
19. ↑   Centre européen des langues vivantes (CELV) | Institut des langues officielles et du bilinguisme | Universite d'Ottawa, su ilob.uottawa.ca..
20. ↑   Fête des langues de Graz (Autriche) du 22 septembre 2022, su sprachennetzwerkgraz.at..